# Tiefgraben
Tiefgraben   är en ort och kommun i Österrike. Den ligger i distriktet Vöcklabruck i förbundslandet Oberösterreich, 230 kilometer väster om huvudstaden Wien. 
Kommunen består av fyra orter (Ortschaften) (inom parentes invånarantal 1 januari 2024):
- Gaisberg (626)
- Guggenberg (681)
- Hof (1 352)
- Tiefgraben (1 541)